# Озер, Берке
Берке Озер (тур. Berke Özer; родился 25 мая 2000) — турецкий футболист, вратарь французского клуба «Лилль» и национальной сборной Турции.

## Клубная карьера
Выступал за молодёжные команды футбольных клубов «Буджаспор» и «Алтынорду». 19 апреля 2017 года дебютировал в основном составе «Алтынорду» в матче Первой лиги Турции против «Болуспора».
В июле 2018 года перешёл в «Фенербахче». 6 декабря 2018 года дебютировал за свой новый клуб в матче Кубка Турции против «Гиресунспора».
В июле 2019 года Озер отправился в аренду в бельгийский клуб «Вестерло». В бельгийском клубе провёл два сезона, сыграв за это время 46 официальных матчей.
24 октября 2021 года дебютировал за «Фенербахче» в турецкой Суперлиге в матче против «Аланьяспора».

## Карьера в сборной
Выступал за сборные Турции до 15, до 16, до 17, до 18, до 19 лет и до 21 года.
7 июня 2025 года дебютировал за главную сборную Турции в матче против сборной США.